# Caso Spanner
"Caso Spanner" è il nome generalmente usato per un caso giudiziario riguardante pratiche sadomasochiste svolte da un gruppo di feticisti omosessuali negli anni 1980 nel Regno Unito. Le accuse avanzate erano di procurate lesioni, in violazione delle sezioni 20 e 47 del Offences against the Person Act 1861. Sedici imputati furono ritenuti colpevoli nonostante tutti i praticanti fossero consenzienti. Il verdetto fu criticato aspramente da molti osservatori e dalle associazioni BDSM, ma fu comunque confermato dalla camera dei lord e in seguito anche nella corte Europea per i diritti dell'uomo.
Il procedimento porta nella letteratura anglosassone il nome R v Brown. I giornalisti però lo chiamarono "caso Spanner" dal nome dell'operazione di polizia che ha portato al processo. La polizia decise tale nome dopo che un agente disse che vedere i video delle sessioni sadomaso "era come sentire una chiave inglese (spanner) chiudersi sui propri testicoli".

## Indagini
Le indagini ebbero principio nel 1987, quando la polizia venne in possesso di un supposto snuff movie, raffigurante quelle che sembravano delle torture inflitte a degli uomini immobilizzati. Gli investigatori immaginarono che le vittime fossero state uccise dopo le torture e organizzarono una corposa indagine con una serie di irruzioni e arresti. Emerse presto però che le presunte vittime erano in realtà vive e vegete, e che non avevano nessuna intenzione di denunciare i torturatori, al contrario i filmati avevano catturato delle sessioni di sadomasochismo sempre consensuale. La polizia decise comunque di portare il caso in tribunale, in quanto i reati contestati si prestavano alla persecuzione d'ufficio.

## I fatti
Il club sadomaso al centro della vicenda contava 50 uomini, che filmavano le proprie sessioni BDSM e condividevano le registrazioni all'interno del gruppo. Durante queste sessioni le pratiche principali erano il maltrattamento dei genitali, talvolta con cera calda o carta vetrata o aghi e ami da pesca, o percosse a mano libera o con strumenti come cinture chiodate o mazzi di ortiche. Le sessioni erano sempre consensuali e soggette a regole stabilite in anticipo, ed era stata adottata una safeword per far sì che i partecipanti potessero ritirarsi in qualsiasi momento.
Nei video è possibile notare ferite e sanguinamento, ma in nessun caso ci fu un'infezione, o danni permanenti.

## I processi
il 19 dicembre 1990, gli imputati furono condannati a periodi di carcere tra i due ai quattro anni, dopo che il giudice negò che il consenso da parte delle vittime annullasse il reato. Un primo appello fu respinto il 19 febbraio 1992, ma il giudizio fu rimandato alla camera dei lord con la seguente interrogazione:
Anche questo appello fu respinto con una maggioranza di tre lord su cinque, e una notevole divergenza di opinioni tra i lord chiamati al giudizio. La corte riconobbe che in molti casi analoghi la legge consente un'offesa da parte di un soggetto autorizzato da chi è destinato a riceverla (come nel caso della chirurgia, medica o estetica, dei tatuaggi e piercing, della circoncisione rituale, e nel caso di sport come la boxe), ma anche che in altri casi espressamente la proibisce (come per i duelli o per il suicidio assistito). Dato questo vuoto normativo i lord si trovarono di fatto a decidere se creare o meno un nuovo reato, e, chiamati a giudicare se fosse nell'interesse della società limitare la libertà personale, diedero il proprio giudizio su basi morali tra loro differenti.
Dopo questa sconfitta, gli imputati si appellarono alla corte Europea dei diritti dell'uomo, dove il caso fu discusso l'11 dicembre 1995. La sentenza stabilì che dal momento che le pratiche sadomasochiste sono non solo di natura sessuale, ma anche pertinenti la violenza, lo stato ha il diritto a regolare e perseguire la violenza, inclusa quella consensuale. Il giudizio della corte fu unanime.

## Critiche
Fin dalla prima sentenza, il sistema giudiziario inglese fu accusato di omofobia, dato che molti altri casi di violenza su partner consenzienti all'interno di coppie eterosessuali si erano conclusi con l'assoluzione del sadico. Un'altra critica frequente fu quella di "paternalismo", per la volontà dei giudici di regolare la vita privata e intima degli uomini interessati.
Dennis Baker critica l'esito dei processi mostrando che gli atteggiamenti che consistono in una consapevole afflizione di dolore per ottenere piacere sono illegali solo nel caso una seconda persona sia coinvolta, e afferma che fumare tabacco o bere alcool sono entrambi atteggiamenti che possono essere ascritti a questa casistica, pur essendo legali, e che proibirli sarebbe un eccesso di paternalismo da parte dello stato. Anche molti atleti di fatto sottopongono il proprio corpo a lesioni periodiche.
Allo scopo di supportare gli uomini condannati per il caso Spanner, e cambiare le leggi in maniera più permissiva, sono nate le organizzazioni Spanner trust e Countdown on Spanner (che ha in seguito cambiato nome in SM Pride).